# Biblioteca Pública de Phoenix
La Biblioteca Pública de Phoenix (idioma inglés: Phoenix Public Library) es el sistema de bibliotecas de Phoenix, Arizona, Estados Unidos. Tiene una biblioteca central y muchas sucursales.

## Bibliotecas
- Burton Barr Central Library
- Acacia Library
- Century Library
- Cholla Library
- Desert Sage Library
- Harmon Library
- Ironwood Library
- Juniper Library
- Mesquite Library
- Ocotillo Library
- Palo Verde Library
- Saguaro Library
- Yucca Library
- Desert Broom Library
- Cesar Chavez Library
- Agave Library